# James Duncan (Politiker)
James Duncan (* 1756 in Philadelphia, Province of Pennsylvania; † 24. Juni 1844 im Mercer County, Pennsylvania) war ein US-amerikanischer Politiker. Im Jahr 1821 vertrat er den Bundesstaat Pennsylvania im US-Repräsentantenhaus.

## Werdegang
James Duncan besuchte die öffentlichen Schulen seiner Heimat und danach das Princeton College. Anschließend bekleidete er im Adams County das Amt des Prothonotary, was einem Verwaltungsangestellten am Bezirksgericht entspricht. Während des Unabhängigkeitskrieges diente er als Leutnant in der Kontinentalarmee unter General Moses Hazen. Über seine Tätigkeiten in den folgenden Jahrzehnten ist nichts überliefert. Später wurde er Mitglied der Demokratisch-Republikanischen Partei.
Bei den Kongresswahlen des Jahres 1820 wurde Duncan im fünften Wahlbezirk von Pennsylvania in das US-Repräsentantenhaus in Washington, D.C. gewählt, wo er am 4. März 1821 die Nachfolge von Andrew Boden antrat. Er übte dieses Mandat aber nicht wirklich aus, da er es noch im selben Jahr und vor der konstituierenden Sitzung des Kongresses niederlegte. Über die folgenden Jahre bis zu seinem Tod am 24. Juni 1844 sind keine Informationen überliefert.